# Lorentztransformation
Lorentztransformationen är en uppsättning ekvationer inom relativitetsteorin som anger hur tids- och rumskoordinater mäts i olika inertialsystem. Dessa ekvationer används för att transformera dessa storheter mellan olika inertialsystem. En storhet som inte ändras av en Lorentztransformation sägs vara Lorentzinvariant. 
Relativitetsteorin postulerar att ljusets hastighet är densamma i alla referenssystem, vilket är ett tillräckligt antagande för att härleda Lorentztransformationen.

## Historik
Lorentztransformationen är uppkallad efter Hendrik Lorentz, som tillkännagav sina slutsatser 1904 utan att känna till att Woldemar Voigt redan 1887 hade publicerat kring detta. Voigts arbete blev inte uppmärksammat förrän långt senare, vilket Ernst & Hsu (2001) menar försenade insikterna som ledde fram till den speciella relativitetsteorin. Voigttransformationens sätt att nalkas problemen har också erkänts av såväl Hermann Minkowski som Lorentz själv.

## Matematisk formulering

Inertialsystemet med primmade koordinater rör sig med hastighet längs den positiva -axeln. Sett från det systemet kommer det oprimmade inertialsystemet att röra sig med hastigheten längs -axeln.

Lorentzfaktorn som funktion av.

Lorentztransformationen relaterar rumtidskoordinaterna i två olika inertialsystem {\displaystyle S} och {\displaystyle S'}, som rör sig i förhållande till varandra. Antag att {\displaystyle S'} rör sig med hastigheten {\displaystyle v} längs {\displaystyle x}-axeln och att en händelse äger rum vid tiden {\displaystyle t} och koordinaterna {\displaystyle (x,y,z)} i systemet {\displaystyle S} och vid {\displaystyle t'} och {\displaystyle (x',y',z')} i systemet {\displaystyle S'}. Då ges {\displaystyle t'} och {\displaystyle (x',y',z')} enligt Lorentztransformationen av
{\displaystyle t'=\gamma \cdot \left(t-{\frac {vx}{c^{2}}}\right)}
{\displaystyle x'=\gamma \cdot (x-vt)}
{\displaystyle y'=y}
{\displaystyle z'=z}
där {\displaystyle c} är ljushastigheten i vakuum och
{\displaystyle \gamma ={\frac {1}{\sqrt {1-v^{2}/c^{2}}}}}
är Lorentzfaktorn, som alltid är större eller lika med 1. 
Koordinaterna i {\displaystyle S} fås genom att inse att {\displaystyle S} håller hastigheten {\displaystyle -v} relativt {\displaystyle x'}-axeln i inertialsystemet {\displaystyle S'}.
{\displaystyle t=\gamma \cdot \left(t'+{\frac {vx'}{c^{2}}}\right)}
{\displaystyle x=\gamma \cdot (x'+vt')}
{\displaystyle y=y'}
{\displaystyle z=z'}

### Hastighetstransformation
Hastigheten i inertialsystemet S definieras som {\displaystyle \mathbf {u} ={\frac {d\mathbf {r} }{dt}}} och hastigheten i inertialsystemet S' definieras som {\displaystyle \mathbf {u'} ={\frac {d\mathbf {r'} }{dt'}}}.
Hastighetskomponenten i {\displaystyle x'}-led kan relateras till koordinaterna i S enligt
{\displaystyle u_{x}'={\frac {dx'}{dt'}}={\frac {dx'/dt}{dt'/dt}}={\frac {d\left[{\bcancel {\gamma }}\left(x-vt\right)\right]/dt}{d\left[{\bcancel {\gamma }}\left(t-vx/c^{2}\right)\right]/dt}}={\frac {u_{x}-v}{1-vu_{x}/c^{2}}}.}
Resterande komponenter fås analogt och är 
{\displaystyle u'_{y}={\frac {u_{y}}{\gamma \left(1-vu_{x}/c^{2}\right)}},\qquad u'_{z}={\frac {u_{z}}{\gamma \left(1-vu_{x}/c^{2}\right)}}.}
Hastighetskomponenterna {\displaystyle u_{x}}, {\displaystyle u_{y}} och {\displaystyle u_{z}} i S erhålls, precis som för lägeskoordinaterna, genom att byta plats på primmade och oprimmade komponenter samt sätta ett minustecken framför {\displaystyle v}.
Hastighetstransformationerna kan användas för att addera hastigheter. En partikel håller hastigheten {\displaystyle v} i {\displaystyle x}-led relativt ett inertialsystem S och en annan partikel håller hastigheten {\displaystyle u'} i {\displaystyle x}-led relativt den första partikeln. Då kan det inertialsystem där partikeln med hastighet {\displaystyle v} är i vila användas för att ta fram den andra partikelns hastighet relativt S enligt
{\displaystyle u={\frac {\left(u'+v\right)}{\left(1+vu'/c^{2}\right)}},}
alltså den inversa hastighetsadditionen i {\displaystyle x}-led. Om {\displaystyle v=u'=c} erhålls
{\displaystyle u={\frac {\left(c+c\right)}{\left(1+c^{2}/c^{2}\right)}}={\frac {2c}{2}}=c,}
alltså kan den andra partikeln inte nå en högre hastighet än {\displaystyle c} relativt S.

### Accelerationstransformation
Accelerationen i inertialsystemet S definieras som {\displaystyle \mathbf {a} ={\frac {d\mathbf {u} }{dt}}={\frac {d^{2}\mathbf {r} }{dt^{2}}}} och accelerationen i inertialsystemet S' definieras som {\displaystyle \mathbf {a'} ={\frac {d\mathbf {u'} }{dt'}}={\frac {d^{2}\mathbf {r'} }{dt'^{2}}}}. {\displaystyle a'_{x}} härleds med enligt
{\displaystyle a'_{x}={\frac {du'_{x}}{dt'}}={\frac {d\left[{\frac {u_{x}-v}{1-vu_{x}/c^{2}}}\right]/dt}{d\left[\gamma (t-vx/c^{2})\right]/dt}}={\frac {\frac {a_{x}(1-u_{x}v/c^{2})-(u_{x}-v)(-a_{x}v/c^{2})}{\left(1-vu_{x}/c^{2}\right)^{2}}}{\gamma (1-vu_{x}/c^{2})}}={\frac {a_{x}(1-v^{2}/c^{2})}{\gamma (1-vu_{x}/c^{2})^{3}}}={\frac {a_{x}}{\gamma ^{3}\left(1-vu_{x}/c^{2}\right)^{3}}}.}
Vid deriveringen av {\displaystyle u'_{x}}används kvotregeln. Övriga komponenter fås på motsvarande vis.
{\displaystyle a'_{y}={\frac {a_{y}}{\gamma ^{2}(1-vu_{x}/c^{2})^{2}}}+{\frac {a_{x}u_{y}v/c^{2}}{\gamma ^{2}(1-vu_{x}/c^{2})^{3}}}}
{\displaystyle a'_{z}={\frac {a_{z}}{\gamma ^{2}(1-vu_{x}/c^{2})^{2}}}+{\frac {a_{x}u_{z}v/c^{2}}{\gamma ^{2}(1-vu_{x}/c^{2})^{3}}}}
Accelerationskomponenterna  {\displaystyle a_{x}}, {\displaystyle a_{y}} och {\displaystyle a_{z}} i S erhålls, även här, genom att byta plats på primmade och oprimmade komponenter samt sätta ett minustecken framför {\displaystyle v}.

## Konsekvenser från Lorentztransformationen
Speciella relativitetsteorins postulat om konstant ljushastighet och avsaknad av absoluta referensramar har flera konsekvenser som intuitivt kan uppfattas som bisarra. 

### Samtidighet
Två händelser som tycks ske samtidigt (men på olika platser) ur en observatörs synpunkt, kan uppfattas ske vid olika tidpunkter och i godtycklig ordning av andra observatörer som är i rörelse relativt den första observatören.

### Tidsdilatation
Tidsskillnaden mellan två händelser är inte något objektivt, utan beror på observatörers rörelse i förhållande till varandra. En observatör O mäter tiden till att gå snabbare med en faktor {\displaystyle \gamma } i sitt eget inertialsystem, jämfört med vad O mäter tiden till att gå för en observatör O' som rör sig med en hastighet {\displaystyle v} relativt O. Om O mäter ett tidsintevall i inertialsystemet där O' är stationär till att vara {\displaystyle \Delta t_{0}}, mäter O tidsintervallet i sitt eget inertialsystem till att vara
{\displaystyle \Delta t=\gamma \Delta t_{0}={\frac {\Delta t_{0}}{\sqrt {1-v^{2}/c^{2}}}}}.
Det omvända gäller också, alltså ser O' det som att dess tid gårsnabbare med en faktor {\displaystyle \gamma } vad tiden går för O. Detta har gett upphov till tvillingparadoxen, där misstaget begås att blanda ihop inertialsystem med referenssystem. 
Tidsdilatationen har observerats experimentellt, till exempel hos myoner i kosmisk strålning som har för kort livslängd för att kunna nå jordytan om inte tidsdilatationen existerade.

### Längdkontraktion
Ett föremåls observerade storlek beror på observatörens relativa hastighet. Om en stav med längd L rör sig med hastighet en {\displaystyle v} relativt en observatör, kommer staven att uppfattas som kortare i dess färdriktning med en faktor {\displaystyle \gamma } enligt observatören. Om staven har längden {\displaystyle L_{0}} i vila är stavens längd enligt observatören
{\displaystyle L={\frac {L_{0}}{\gamma }}=L_{0}{\sqrt {1-v^{2}/c^{2}}}}.
Dessa fenomen uppfattas inte vid vardagliga hastigheter utan blir väsentliga först vid hastigheter av ungefär 10% av ljusets hastighet i vakuum. Ekvationerna ger till exempel att ett föremål som färdas i 90% av ljusets hastighet är endast 44% av sin längd i rörelseriktningen, jämfört med när föremålet är i vila.

## Klassisk fysik: Relativ rörelse mellan partiklar och vågfronter

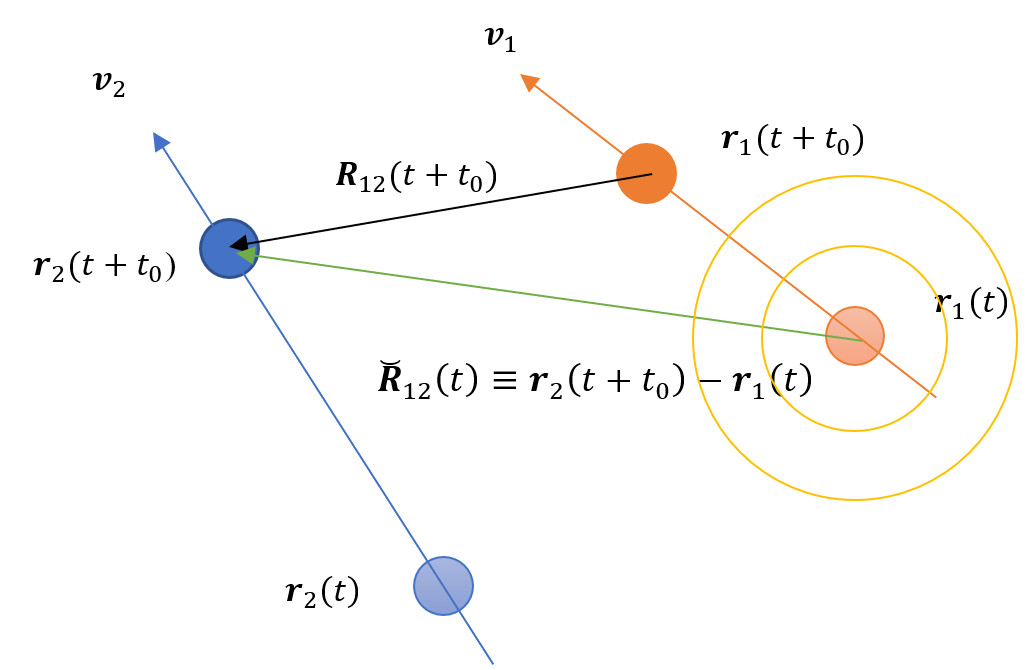
Två partiklar, vid två olika tidpunkter, som rör sig rätlinjigt samt en sfärisk våg som utbreder sig från partikel 1.

En situation då Lorentzfaktorn uppstår naturligt är vid relativ rörelse mellan partiklar och vågfronter i ett homogent medium såsom stillastående luft.
Om vi lite motsägelsefullt säger att partiklarna varken interagerar med varandra eller med mediet (förutom att de kan sända ut vågfronter i det) så kommer de att röra sig med konstant hastighet, se figur.
Antag att partikel 2 vid tiden {\textstyle t+t_{0}} detekterar en sfärisk vågfront som skapats av partikel 1 vid tiden {\textstyle t}. Hur långt är avståndet {\textstyle {\breve {R}}_{12}} mellan partikel 2 och vågens centrum? Notera skillnaden mot det relativa avståndet {\textstyle R_{12}} (som till skillnad från {\textstyle {\breve {R}}_{12}} är avståndet mellan partiklarna).
Mediet är homogent och vågor i det rör sig med den konstanta farten {\textstyle c} så att sfäriska vågor endast ändrar radie och amplitud, inte form. Det antas även att den sfäriska vågen inte "ärver" något av hastigheten hos partikel 1 som sände ut den (om man släpper en sten i vattnet från en båt som rör sig så följer ju inte centrum hos ringarna på vattenytan efter båten med samma hastighet). Mediet (förutom de små störningarna på grund av vågorna) antas vidare överallt vara stillastående i förhållande till vårt absoluta koordinatsystem. Det finns inte heller några hinder i vägen, så vågfronten kan ta (och tar) kortaste vägen. Sambandet mellan tiden {\textstyle t_{0}} och avståndet {\textstyle {\breve {R}}_{12}} blir därför {\textstyle t_{0}={\breve {R}}_{12}(t)/c}. Avståndet {\textstyle {\breve {R}}_{12}} och vektorn {\displaystyle {\breve {\boldsymbol {R}}}_{12}(t)} tillhörande detta avstånd uppfyller ekvationen
{\displaystyle {\breve {\boldsymbol {R}}}_{12}(t)={\boldsymbol {r}}_{2}\{t+{\breve {R}}_{12}(t)/c\}-{\boldsymbol {r}}_{1}(t)}
I detta specialfall med rätlinjig partikelrörelse kan ett explicit uttryck för {\textstyle {\breve {R}}_{12}} härledas. Ur
{\displaystyle {\begin{array}{lcl}{\boldsymbol {r}}_{1}(t)&=&{\boldsymbol {r}}_{1}(0)+{\boldsymbol {v}}_{1}t\\{\boldsymbol {r}}_{2}\{t+{\breve {R}}_{12}(t)/c\}&=&{\boldsymbol {r}}_{2}(0)+{\boldsymbol {v}}_{2}\{t+{\breve {R}}_{12}(t)/c\}\\\end{array}}}
fås genom insättning att
{\displaystyle {\breve {\boldsymbol {R}}}_{12}(t)={\boldsymbol {R}}_{12}(t)+{\tfrac {{\boldsymbol {v}}_{2}}{c}}{\breve {R}}_{12}(t)}
Kvadrerade absolutbeloppet blir
{\displaystyle {\breve {R}}_{12}^{2}(t)=R_{12}^{2}(t)+2{\boldsymbol {R}}_{12}(t)\cdot {\tfrac {{\boldsymbol {v}}_{2}}{c}}{\breve {R}}_{12}(t)+{\tfrac {v_{2}^{2}}{c^{2}}}{\breve {R}}_{12}^{2}(t)}
Resultatet blir en andragradsekvation i {\textstyle q(t)={\breve {R}}_{12}(t)/R_{12}(t)}:
{\displaystyle {\Bigl \{}1-{\tfrac {v_{2}^{2}}{c^{2}}}{\Bigr \}}q^{2}(t)-2{\tfrac {{\boldsymbol {R}}_{12}(t)}{R_{12}(t)}}\cdot {\tfrac {{\boldsymbol {v}}_{2}}{c}}q(t)-1=0}

### Ett exempel
I specialfallet då skalärprodukten i föregående ekvation är noll (dvs då partikel 1 har samma hastighetskomponent i partikel 2:s riktning som partikel 2, se figur) fås
{\displaystyle q={\frac {{\breve {R}}_{12}}{R_{12}}}={\frac {1}{\sqrt {1-{\tfrac {v_{2}^{2}}{c^{2}}}}}}}
dvs samma uttryck som för Lorentz-faktorn men med den relativa farten ersatt med den absoluta farten hos mottagarpartikel 2. Avståndet {\textstyle {\breve {R}}_{12}} mellan partikel 2 och vågens centrum blir alltså längre än avståndet {\textstyle R_{12}} mellan partiklarna då partikel 1 rör sig relativt mediet. Om farten {\displaystyle v_{2}} överskrider utbredningsfarten {\displaystyle c} kommer vågfronten från partikel 1 aldrig att kunna komma förbi partikel 2 oavsett hur nära varandra de befinner sig, vilket visar sig genom att {\displaystyle q} blir imaginär eller oändlig i den matematiska modellen.

## Lorentztransformationen i kulturen
Lorentztransformationen illustreras i romanen Orbitsville av Bob Shaw.